# Smiley Smile
Smiley Smile é o décimo segundo álbum de estúdio da banda de rock The Beach Boys, lançado em 1967.
Lançado no lugar do tão propalado Smile, Smiley Smile é amplamente considerado como sub-produzido, e foi recebido com indiferença e confusão após seu lançamento. No entanto, Smiley Smile conseguiu crescer em estatura ao longo dos anos para se tornar um dos discos mais cultuados do catálogo dos Beach Boys.
Não sendo o álbum planejado por parte dos Beach Boys e por ser o substituto do Smile, o Smiley Smile mantém a vanguarda e experimentalismo. O disco possui canções minimalistas e psicodélicas. 
Na Austrália, Smiley Smile foi lançado no Music for Pleasure como The Beach Boys.
Smiley Smile agora vem emparelhado em CD com Wild Honey, com faixas bônus do período.

## História
Depois que "Good Vibrations" liderou as paradas no final de 1966, o projeto Smile foi ansiosamente aguardado. No entanto, em maio de 1967, o álbum foi cancelado. O projeto original (que levou mais tempo para gravar do que qualquer outro álbum do Beach Boys) foi desmantelado. Num estúdio novo em Bel Air, na casa de Brian, durante junho e julho, Smiley Smile foi pensado e gravado. O álbum inclui versões alternativas de canções originalmente destinados a Smile ("Heroes and Villains", "Wind Chimes", "Vegetables" e "Wonderful") e material novo rapidamente gravado. Apenas "Good Vibrations" aparece em sua versão original. "Good Vibrations" foi incluída para ajudar a aumentar as vendas, mesmo sendo Brian fortemente contra a sua inclusão.
Quando Smiley Smile foi finalmente lançado em setembro, depois de meses de campanha publicitária, sua recepção crítica não foi entusiástica, com picos de apenas # 41 nos Estados Unidos. A sua recepção comercial alguns meses depois, no Reino Unido, foi maior, atingindo # 9 nas paradas britânicas.
Smiley Smile é geralmente considerado o mais polêmico álbum Beach Boys. Muitos fãs o consideram uma falha enorme, enquanto outros o consideram um dos melhores discos dos anos sessenta. Pete Townshend do The Who é um conhecido admirador do disco.
Smiley Smile marcou o início do fim de Brian Wilson como o chefe criativo dos Beach Boys. Embora o álbum tenha sido produzido principalmente por ele, a produção foi, pela primeira vez, creditado ao grupo. Os seguintes anos e álbuns tiveram um Brian cada vez menos envolvido na produção musical. Só em 1976, nove anos depois, com quinze Big Ones, que Wilson voltaria a ser creditado como produtor.

## Citações
"Em Fort Worth, Texas existe uma clínica de drogas, que leva as pessoas das ruas e as ajuda a não ter mais viagens ruins de LSD. Eles não usam qualquer tratamento médico tradicional que seja. Eles tocam o nosso álbum 'Smiley Smile' para os pacientes e, aparentemente, este atua como um remédio calmante que relaxa e os ajuda a se recuperar completamente da sua viagem". - Carl Wilson, (1970)

## Faixas
Lado A
1. "Heroes and Villains" (Brian Wilson, Van Dyke Parks) – 3:37
  - Features Brian Wilson [verses] and Alan Jardine [chorus] on lead vocals
2. "Vegetables" (Wilson, Parks) – 2:07
  - Features Alan Jardine and Brian Wilson with Mike Love on lead vocals
3. "Fall Breaks and Back to Winter (Woody Woodpecker Symphony)" (Wilson) – 2:15
  - o Instrumental com o grupo em vocal de apoio
4. "She's Goin' Bald" (Wilson, Mike Love, Parks) – 2:13
  - Features Mike Love, Brian Wilson, Dennis Wilson and Al Jardine on lead vocals
5. "Little Pad" (Wilson) – 2:30
  - Features Brian Wilson, Carl Wilson and Mike Love on lead vocals

Lado B
1. "Good Vibrations" (Wilson and Love) – 3:36
  - Features Carl Wilson, Mike Love and Brian Wilson on lead vocals
2. "With Me Tonight" (Wilson) – 2:17
  - Features Carl Wilson on lead vocals
3. "Wind Chimes" (Wilson) – 2:36
  - Features Mike Love, Brian Wilson, Carl Wilson, and Dennis Wilson on lead vocals
4. "Gettin' Hungry" (Wilson, Love) – 2:27
  - Features Mike Love and Brian Wilson on lead vocals
5. "Wonderful" (Wilson, Parks) – 2:21
  - Features Carl Wilson on lead vocals
6. "Whistle In" (Wilson) – 1:04
  - Features Carl Wilson and Mike Love on lead vocals

## Singles
• " Good Vibrations " b/w "Let's Go Away for Awhile" (de Pet Sounds) (Capitol 5676), 10 Outubro de 1966 US #1; UK #1. (UK B-side de "Wendy" de All Summer Long)
• " Heroes and Villains " b/w "You're Welcome" (Brother 1001), 31 Julho de 1967 US #12; UK #8
•       "Gettin' Hungry" b/w "Devoted to You" (Brother 1002), 28 Agosto de 1967.

## Banda
- Alan Jardine - vocal, baixo, guitarra
- Bruce Johnston - vocal, baixo, teclados
- Mike Love - vocal
- Brian Wilson - baixo, teclados, vocais
- Carl Wilson - vocais, guitarras, baixo
- Dennis Wilson - bateria, vocais
- Mike Deasy Sr. - guitarra
- Lyle Ritz - contrabaixo acústico